# Juan Carlos Castilla Gomez
Juan Carlos Castilla Gómez (Huelva, 10 juni 1978) is een gewezen Spaans voetbalkeeper. Hij heeft de jeugdreeksen van Recreativo Huelva doorlopen, maar zijn kwaliteiten als doelman werden niet erkend en zo maakte hij nooit deel uit van de eerste ploeg. Na verschillende omzwervingen kwam hij terecht bij FC Cartagena, waar hij zijn grootste succes kende tijdens het seizoen 2008-2009 door kampioen te spelen en de eindronde te winnen. Hij was een van acht spelers die behouden werden voor de ploeg die tijdens het seizoen 2009-2010 aantrad in de Segunda División A. Hij kon echter nooit de nieuwe trainer Juan Ignacio Martínez Jiménez overtuigen, die resoluut voor de jongere Rubén Martínez Andrade koos. Castilla kreeg dan ook op het einde van het seizoen te horen dat hij de ploeg mocht verlaten en speelde vanaf seizoen 2010-2011 bij CF Palencia, waar hij Alejandro Rebollo Ceñal verving die de omgekeerde richting uitging.  Bij deze ploeg werd hij de onbesproken basisspeler en speelde het eerste seizoen 37 wedstrijden.  Dit ging niet ongemerkt voorbij waarna hij op 27 mei 2011 een contract ondertekent bij de ambitieuze reeksgenoot UD Logroñés.  Tijdens de aanvang van het seizoen was hij eerste keuze, maar na zijn rode kaart tijdens de wedstrijd tegen SD Lemona kwam Pablo Vicente Carmona meer op de voorgrond.  Uiteindelijk zou hij 27 wedstrijden spelen.  De speler werd verlengd voor het seizoen 2012-2013 en werd toen de onbetwiste doelman van de club.  Op het einde van het seizoen hing hij de voetbalschoenen definitief aan de haak.